# Fernando Moraleda Bellver
Fernando Moraleda Bellver (Madrid, 30 de abril de 1911-Madrid, 2 de mayo de 1985) fue un compositor español. Es principalmente recordado por sus composiciones para el teatro musical aunque también escribió canciones y música para cine y dedicó parte de su vida profesional a la enseñanza de la música.

## Trayectoria profesional
Su faceta como compositor se centró especialmente en el género de la revista musical española. Se inició en este ámbito con La Cenicienta del Palace, una obra con libreto de Luis Escobar que protagonizó la célebre artista Celia Gámez.
Dentro de ese género son suyas las partituras de otras muchas piezas célebres como Hoy como ayer (1945), Gran Revista (1946), La estrella de Egipto (1947), Colomba (1961, escrita en colaboración con Federico Moreno Torroba) y ¡Ay molinera! (1967).
Se encargó también de los arreglos musicales de la revista Te espero en el Eslava (1957) y compuso la partitura de La Perrichola (1963), una obra estrenada por la actriz y cantante Nati Mistral. Como director de orquesta colaboró en el montaje del espectáculo Por la calle de Alcalá (1983), dirigido por Ángel Fernández Montesinos y protagonizado por Esperanza Roy. 
La mayor parte de sus canciones más conocidas formaban parte de obras de teatro musical que después de sus estrenos gozaron de amplia difusión en radio, cine y concierto. Entre sus mayores éxitos se encuentran "El beso" (también conocida como "La española cuando besa"), que popularizó Celia Gámez en La estrella en Egipto y el pasodoble "Luna de España" y el fox-tango "Tengo celos", fragmentos ambos de la revista Hoy como ayer. También fue autor del himno Falangista soy.
Fernando Moraleda ejerció la docencia en el Real Conservatorio de Madrid, donde impartió clases de solfeo.

## Vida personal
Moraleda pasó su infancia en Ajofrín (Toledo) ya que su padre se casó en segundas nupcias con Teodosia Martín-Maestro Gascón, natural de esta localidad. El maestro Moraleda regresará en numerosas ocasiones a Ajofrín para su descanso, acompañado frecuentemente por celebridades del mundo del espectáculo y la revista, para el deleite de los vecinos y vecinas. Durante más de 20 años consecutivos compuso la tradicional jota a los “quintos” del mencionado municipio toledano, encargándose tanto de la letra como de la música.

## Premios
- Medalla de Plata al Mérito a las Bellas Artes.

## Fondo documental
Las fuentes documentales con la producción musical de Fernando Moraleda están repartidas entre dos instituciones con sede en Madrid, la Biblioteca Nacional de España (Sala Barbieri)y la Sociedad General de Autores y Editores (Centro de Documentación y Archivo).